# New Gen Airways
New Gen Airways, legalmente registrada como NewGen Airways Company Limited (en tailandés: บริษัท นิวเจน แอร์เวย์ส จำกัด), anteriormente conocida como Sabaidee Airways Company Limited (en tailandés: บริษัท สบายดีแอร์เวย์ส จำกัด), fue una aerolínea tailandesa que se especializaba en vuelos entre Tailandia y China. Operaba vuelos tanto regulares como chárter desde seis bases principales en Tailandia: el Aeropuerto Internacional Don Mueang de Bangkok, el Aeropuerto Internacional U-Tapao, el Aeropuerto Internacional de Krabi, el Aeropuerto Internacional de Phuket, el Aeropuerto Internacional de Surat Thani y el Aeropuerto de Nakhon Ratchasima. Desde estas ciudades —especialmente en el sur, como Krabi, Phuket y Surat Thani—, la aerolínea ofrecía servicios hacia un total de 30 destinos en China. 
En agosto de 2019, New Gen Airways suspendió todas sus operaciones de vuelos.  En octubre del mismo año, la aerolínea perdió toda su flota, cesando así todas sus operaciones. 

## Historia
La aerolínea recibió un certificado de operador aéreo en enero de 2014. 

## Destinos

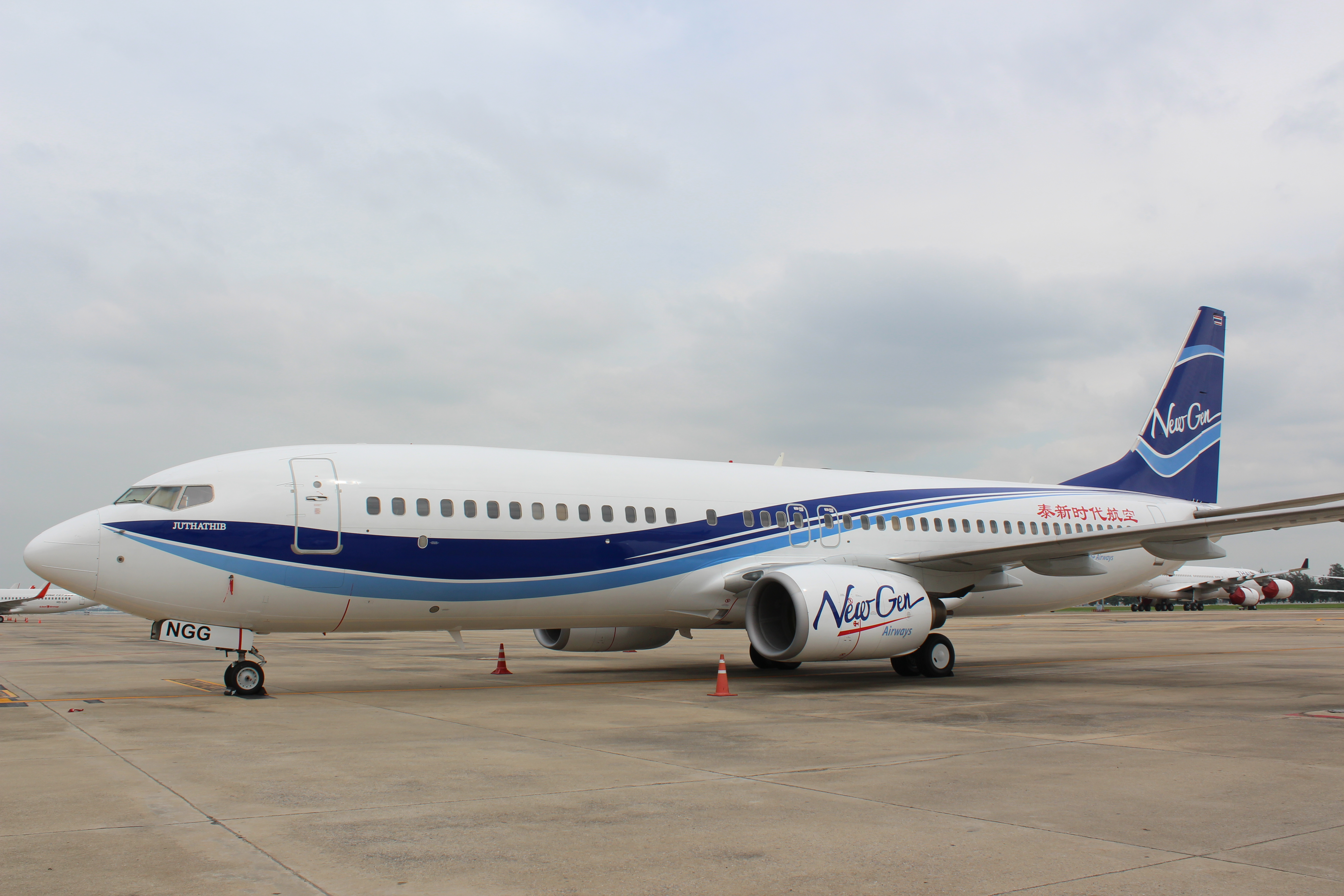
Boeing 737-800 de New Gen Airways en el Aeropuerto Internacional Don Mueang.

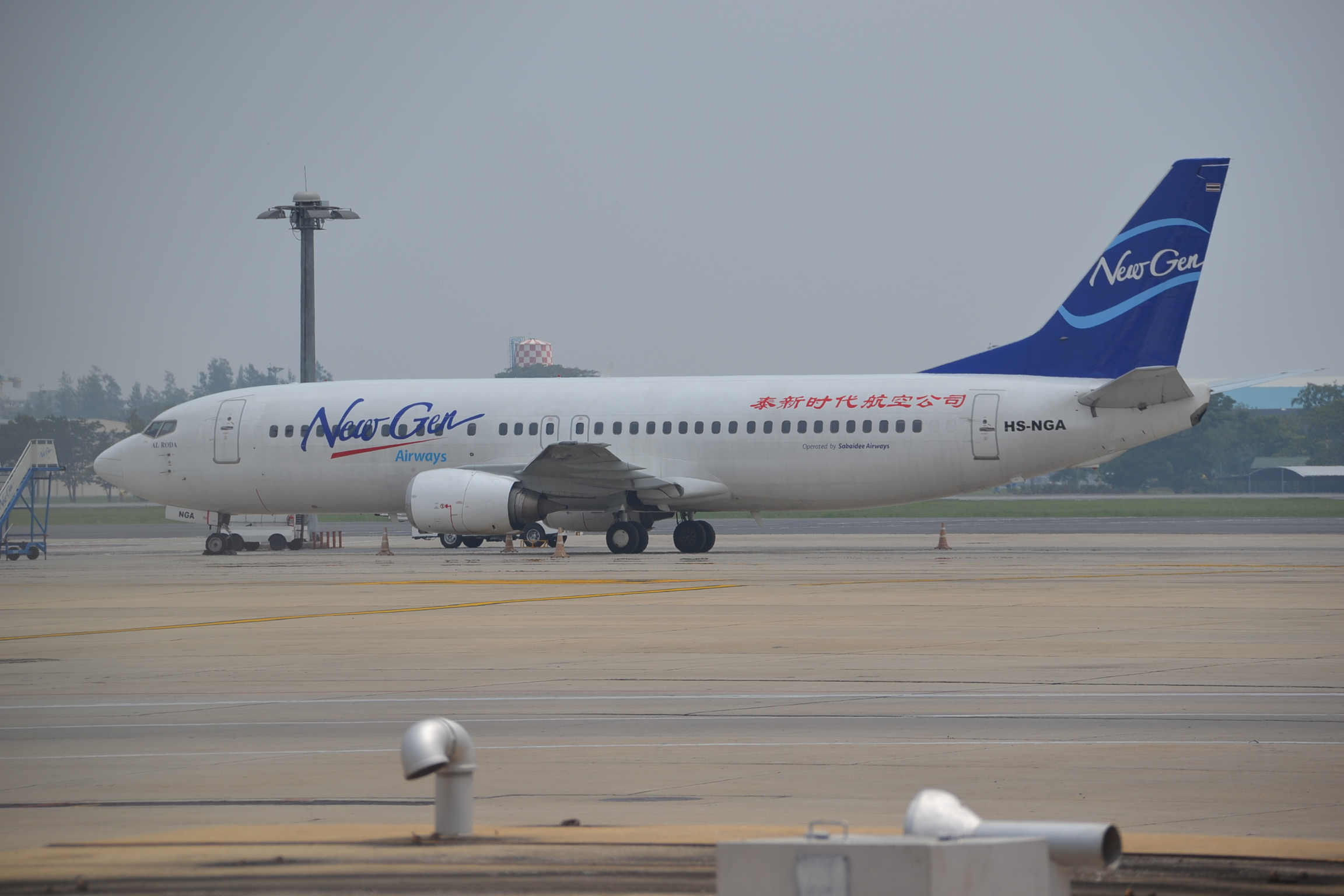
Boeing 737-400 de New Gen Airways, Aeropuerto Internacional Don Mueang.

Desde Bangkok – Aeropuerto Internacional Don Mueang ( Base principal )
- Changsha – Aeropuerto Internacional Changsha Huanghua
- Fuzhou – Aeropuerto Internacional Fuzhou Changle
- Guilin – Aeropuerto Internacional de Guilin Liangjiang
- Guiyang – Aeropuerto Internacional Guiyang Longdongbao
- Hiroshima – Aeropuerto de Hiroshima [3]
- Hefei – Aeropuerto Internacional Hefei Xinqiao
- Aeropuerto Internacional de Huai'an - Huaian Lianshui
- Huangshan – Aeropuerto Internacional Huangshan Tunxi
- Jinan – Aeropuerto Internacional Jinan Yaoqiang
- Jinjiang – Aeropuerto Internacional Quanzhou Jinjiang
- Nanchang – Aeropuerto Internacional Nanchang Changbei
- Nanning – Aeropuerto Internacional de Nanning Wuxu
- Ningbo – Aeropuerto Internacional Ningbo Lishe
- Wenzhou – Aeropuerto Internacional Wenzhou Longwan
- Wuxi – Aeropuerto Internacional Sunan Shuofang
- Xuzhou – Aeropuerto Internacional Xuzhou Guanyin
- Zhangjiajie – Aeropuerto Internacional Zhangjiajie Hehua
- Yiwu – Aeropuerto de Yiwu

Desde Chiang Mai – Aeropuerto Internacional de Chiang Mai
- Aeropuerto Internacional Ningbo -Ningbo Lishe [4]
- Wenzhou - Aeropuerto internacional Wenzhou Longwan [4]

Desde Krabi – Aeropuerto Internacional de Krabi ( Base )
- Jinan – Aeropuerto Internacional Jinan Yaoqiang
- Tianjin – Aeropuerto Internacional Tianjin Binhai
- Wuhan – Aeropuerto Internacional Tianhe de Wuhan
- Changsha – Aeropuerto Internacional Changsha Huanghua
- Nanning – Aeropuerto Internacional de Nanning Wuxu

Desde Phuket – Aeropuerto Internacional de Phuket ( Base )
- Baotou – Aeropuerto Baotou Donghe
- Guiyang – Aeropuerto Internacional Guiyang Longdongbao
- Hangzhou – Aeropuerto internacional de Hangzhou Xiaoshan
- Wuxi – Aeropuerto Internacional Sunan Shuofang
- Hohhot – Aeropuerto Internacional Hohhot Baita

Desde Pattaya – Aeropuerto Internacional U-Tapao ( Base )
- Zhengzhou – Aeropuerto Internacional Zhengzhou Xinzheng

### Destinos nacionales
Desde Nakhon Ratchasima – Aeropuerto de Nakhon Ratchasima ( Base )
- Chiang Mai – Aeropuerto Internacional de Chiang Mai [5]
- Phuket – Aeropuerto Internacional de Phuket [5]
- Bangkok – Aeropuerto Internacional Don Mueang

### Destinos anteriores
- Aeropuerto Internacional de Kunming - Wujiaba
- Nanjing – Aeropuerto Internacional Nanjing Lukou
- Qingdao – Aeropuerto Internacional Qingdao Liuting

## Flota
Durante sus siete años de existencia, New Gen Airways estuvo operando con las siguientes aeronaves  
| Aeronave       | En servicio | Pedidos | Pasajeros (Economía) | Notas                               |
| -------------- | ----------- | ------- | -------------------- | ----------------------------------- |
| Boeing 737-400 | 3           | —       | 168                  |                                     |
| Boeing 737-800 | 8           | 2       | 189                  | Un lote arrendado a Polish Airlines |
| Total          | 11          | —       |                      |                                     |